# Artsyom Henadzevich Bykaw
Artem Gennadievich Bykov (tiếng Belarus: Арцём Генадзевіч Быкаў, Artsyom Henadzevich Bykaw; tiếng Nga: Артём Геннадьевич Быков, Artyom Gennadyevich Bykov; sinh 19 tháng 10 năm 1992) là một cầu thủ bóng đá Belarus hiện tại thi đấu cho Dinamo Minsk.

## Honours
Dinamo Brest
- Belarusian Premier League: 2019
- Belarusian Super Cup: 2019